# Miroslav Manolov
Miroslav Manolov (bulgară Мирослав Манолов ; n. 20 mai 1985, Sopot, Republica Populară Bulgaria) este un fotbalist bulgar, care evoluează pe postul de atacant, fiind, în prezent, liber de contract. De-a lungul carierei a evoluat la cluburi precum ȚSKA Sofia, Cerno More Varna, Litex Loveci sau ASA Târgu Mureș.

## Carieră

### Începuturi
Născut în Sopot, Manolov și-a început cariera la clubul local, Metalik. Și-a făcut debutul la echipa din al treilea eșalon bulgar în anul 2000, la vârsta de doar 15 ani.

### ȚSKA Sofia
Manolov și-a făcut debutul în sezonul 2003-2004, pe data de 28 octombrie 2003, în meciul de Cupa Bulgariei dimpotriva celor de la Pirin Blagoevgrad, înlocuindu-l pe Krasen Valkov.
În martie 2005 a fost împrumutat la Conegliano German, unde și-a arătat abilitatea de a marca. A fost golgheterul sezonului 2005-2006 al diviziei secunde bulgare, marcând 19 goluri în 25 de meciuri. S-a întors la ȚSKA după un sezon. Pe 27 august 2006, Manolov a marcat singurul său gol pentru ȚSKA în primul eșalon, într-o victorie cu 4-0 împotriva celor de la Spartak Varna.

### Prima perioadă la Cerno More
Pe 8 ianuarie 2007, Daniel Morales a fost transferat de ȚSKA de la Cerno More Varna, Manolov fiind trimis la Varna alături de Daniel Georgiev, sub formă de schimb. Manolov a debutat pe 5 martie, împotriva fostei sale echipe, ȚSKA, într-un meci care s-a terminat la egalitate, 0-0.
Pe 14 iulie 2007 marchează primul său gol pentru Cerno More, într-o victorie cu 3-0 împotriva celor de la Makedonija Gjorče Petrov, într-un meci de Cupa Intertoto. Primul gol în ligă a fost marcat pe 1 decembrie, cu capul, fiind golul decisivr în derbiul cu rivalii de la Spartak Varna. Pe 5 aprilie 2008, Manolov marca primul său hattrick în prima divizie bulgară într-o victorie a echipei sale cu 4-1 împotriva celor de la Marek Dupnitsa.
Pe 15 iulie 2011, Manolov a revenit pentru Cerno More după o accidentare serioasă la genunchi, care l-a ținut pe bancă un an și jumătate. A jucat 18 minute într-un meci amical cu FC Bansko. În august 2011, Manolov primește numărul 10 purtat de Daniel Dimov. Primul său gol al sezonului a venit pe 5 noiembrie 2011, într-o victorie cu 2-0 împotriva celor de la Beroe Stara Zagora. În data de 22 martie 2012, Manolov a marcat încă un hattrick, împotriva Montanăi; primul gol a fost marcat în secunda șapte a partidei, stabilind un nou record al primei divizii bulgare pentru cel mai rapid gol marcat vreodată. Pe 23 septembrie 2012 a fost eliminat pentru prima oară de la transferul său la Cerno More, pentru un fault periculos. La finalul sezonului, Manolov se transferă la un alt club din primul eșalon bulgar.

### Litex Loveci
Manolov se transferă la Litex Loveci pentru turul sezonului 2013-2014, unde marchează de 3 ori în 31 de meciuri. Apoi, acesta se întoarce la clubul din Varna.

### A doua perioadă la Cerno More
După doar jumătate de sezon petrecut la Loveci, Manolov se întoarce la fostul său club, Cerno More Varna, unde marchează două goluri în 17 partide, înainte de a obține primul său transfer în străinătate.

### Târgu Mureș
Pe 17 ianuarie 2015, Manolov semnează un contract pe doi ani cu ASA Târgu Mureș, primind numărul 9. Aici câștigă primul său trofeu din carieră, Supercupa României, în primele sale săptămâni la club. După un tur în care a marcat de 2 ori în 29 de partide, Manolov se desparte de clubul român.

## Palmares
- ASA Târgu Mureș
  - Supercupa României 2015